# Final da Copa Libertadores da América de 2011
A Final da Copa Libertadores da América de 2011 foi a decisão da 52ª edição da Copa Libertadores da América. Foi disputada entre os clubes Santos, do Brasil, e Peñarol, do Uruguai. Foram dois jogos, o primeiro a realizou-se no Estádio Centenário, em Montevidéu, no Uruguai, e o segundo no Estádio do Pacaembu, em São Paulo, no Brasil.

## Transmissão

### No Brasil
No Brasil, os jogos foram transmitidos pelo canal de televisão aberta Rede Globo e pelos canais de televisão por assinatura SporTV e BandSports.

### Outros países
As partidas foram transmitidas pela Fox Sports para toda a América Latina e para os Estados Unidos. E, além disso, mais de cem países em todo o planeta assistiram as partidas da grande final da Copa Libertadores 2011.

## Caminho até a final
Os finalistas classificaram-se diretamente para a segunda fase do torneio, a fase de grupos, sem necessidade de passar pela primeira, também conhecida como "pré-Libertadores", no Brasil ou "play - offs de la Copa", como é mais conhecida na América Latina.

### Segunda fase
| Equipe            | Pts | J | V | E | D | GP | GC | SG |
| ----------------- | --- | - | - | - | - | -- | -- | -- |
| Cerro Porteño     | 11  | 6 | 3 | 2 | 1 | 13 | 8  | +5 |
| Santos            | 11  | 6 | 3 | 2 | 1 | 11 | 8  | +3 |
| Colo-Colo         | 9   | 6 | 3 | 0 | 3 | 15 | 16 | -1 |
| Deportivo Táchira | 2   | 6 | 0 | 2 | 4 | 5  | 12 | -7 |

| Equipe        | Pts | J | V | E | D | GP | GC | SG |
| ------------- | --- | - | - | - | - | -- | -- | -- |
| LDU Quito     | 10  | 6 | 3 | 1 | 2 | 12 | 4  | +8 |
| Peñarol       | 9   | 6 | 3 | 0 | 3 | 6  | 11 | -5 |
| Independiente | 8   | 6 | 2 | 2 | 2 | 7  | 8  | -1 |
| Godoy Cruz    | 7   | 6 | 2 | 1 | 3 | 8  | 10 | -2 |

### Fase final
| Adversário    | Local | Placar |
| ------------- | ----- | ------ |
| América       | Casa  | 1–0    |
| América       | Fora  | 0–0    |
| Once Caldas   | Fora  | 0–1    |
| Once Caldas   | Casa  | 1–1    |
| Cerro Porteño | Casa  | 1–0    |
| Cerro Porteño | Fora  | 3–3    |

| Adversário           | Local | Placar |
| -------------------- | ----- | ------ |
| Internacional        | Casa  | 1–1    |
| Internacional        | Fora  | 1–2    |
| Universidad Católica | Casa  | 2–0    |
| Universidad Católica | Fora  | 2–1    |
| Vélez Sársfield      | Casa  | 1–0    |
| Vélez Sársfield      | Fora  | 2–1    |

## Detalhes

### Jogo de ida

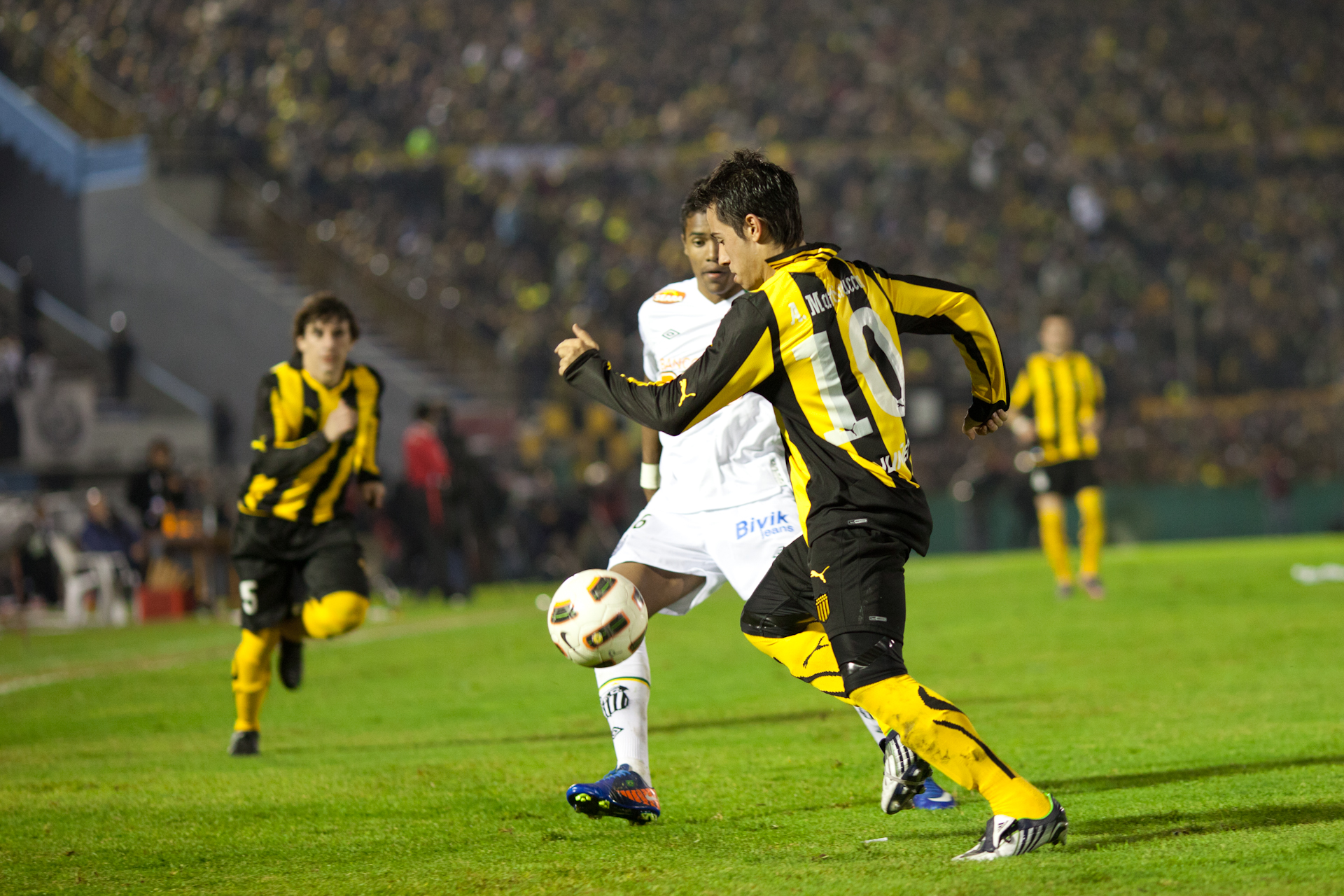
Alejandro Martinuccio conduz a bola no jogo de ida, em Montevidéu.

| 15 de Junho de 2011 | Peñarol | 0 – 0     | Santos | Estádio Centenário, Montevidéu, Uruguai      |
| 21:50 (UTC -3)      |         | Relatório |        | Público: 65 000 Árbitro: PAR Carlos Amarilla |

| Peñarol | Santos |

| PEÑAROL:      |    |                       |     |     |
|               |    |                       |     |     |
| GO            | 1  | Sebastián Sosa        |     |     |
| LD            | 22 | Darío Rodríguez       |     |     |
| ZA            | 6  | Guillermo Rodríguez   |     |     |
| ZA            | 23 | Carlos Valdez         |     |     |
| LE            | 4  | Alejandro González    | 76' |     |
| VO            | 14 | Luis Aguiar           |     |     |
| VO            | 5  | Nicolás Freitas       |     |     |
| MC            | 18 | Matías Mier           |     | 55' |
| AT            | 19 | Juan Manuel Olivera   |     | 82' |
| AT            | 10 | Alejandro Martinuccio | 29' |     |
| Reservas:     |    |                       |     |     |
| GO            | 12 | Fabián Carini         |     |     |
| ZA            | 3  | Gerardo Alcoba        |     |     |
| MC            | 8  | Antonia Pacheco       |     | 67' |
| MC            | 24 | Emiliano Albín        |     |     |
| MC            | 25 | Nicolás Domingo       |     |     |
| AT            | 9  | Diego Alonso          |     | 82' |
| AT            | 11 | Fabián Estoyanoff     |     | 55' |
| Treinador:    |    |                       |     |     |
| Diego Aguirre |    |                       |     |     |

| SANTOS:        |    |                 |     |     |
|                |    |                 |     |     |
| GO             | 1  | Rafael          |     |     |
| LD             | 21 | Pará            |     |     |
| ZA             | 14 | Bruno Rodrigo   |     |     |
| ZA             | 6  | Durval          |     |     |
| LE             | 16 | Alex Sandro     |     |     |
| VO             | 5  | Arouca          | 60' |     |
| VO             | 22 | Danilo          |     |     |
| MC             | 15 | Adriano         |     |     |
| MC             | 8  | Elano           |     | 78' |
| AT             | 11 | Neymar          | 18' |     |
| AT             | 20 | Zé Eduardo      |     | 90' |
| Reservas:      |    |                 |     |     |
| GO             | 12 | Aranha          |     |     |
| ZA             | 13 | Bruno Aguiar    |     | 90' |
| VO             | 7  | Charles         |     |     |
| MC             | 23 | Felipe Anderson |     |     |
| MC             | 25 | Alan Patrick    |     | 78' |
| AT             | 9  | Keirrison       |     |     |
| AT             | 19 | Diogo           |     |     |
| Treinador:     |    |                 |     |     |
| Muricy Ramalho |    |                 |     |     |

| Homem do jogo: Durval Assistentes: Nicolas Yegros Rodney Aquino Quarto árbitro: Antonio Arias |

### Jogo de volta

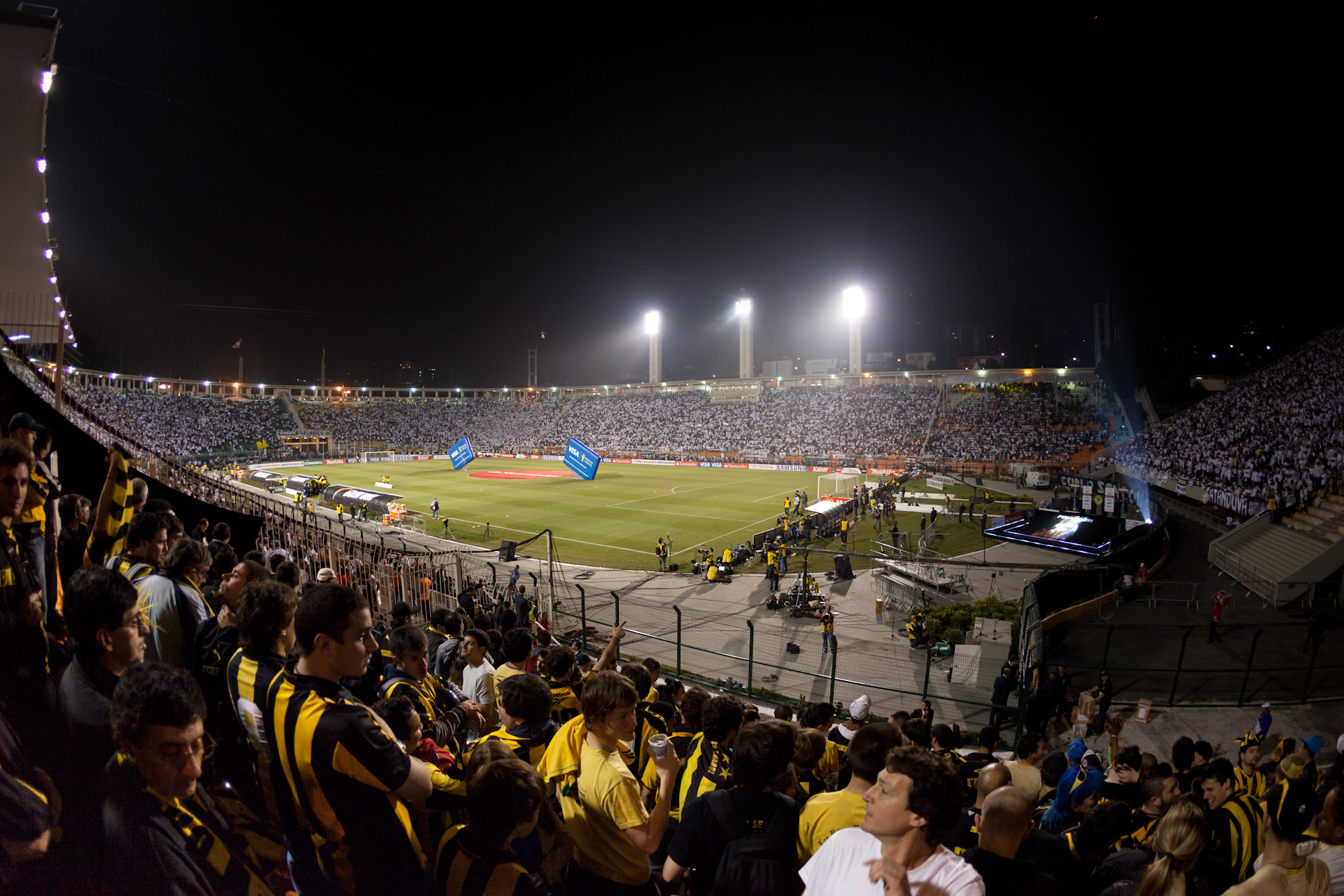
Estádio do Pacaembu antes do início do jogo decisivo.

| 22 de Junho de 2011 | Santos                  | 2 – 1     | Peñarol           | Estádio do Pacaembu, São Paulo, Brasil       |
| 21:50 (UTC -3)      | Neymar 46' · Danilo 68' | Relatório | Durval 79' (g.c.) | Público: 40 157 Árbitro: ARG Sergio Pezzotta |

| Santos | Peñarol |

| SANTOS:        |    |                      |     |     |
|                |    |                      |     |     |
| GO             | 1  | Rafael               |     |     |
| LD             | 22 | Danilo               |     |     |
| ZA             | 2  | Edu Dracena          |     |     |
| ZA             | 6  | Durval               |     |     |
| LE             | 3  | Léo                  |     | 67' |
| VO             | 5  | Arouca               |     |     |
| VO             | 15 | Adriano              |     |     |
| MC             | 8  | Elano                |     |     |
| MC             | 10 | Paulo Henrique Ganso |     | 86' |
| AT             | 11 | Neymar               | 34' |     |
| AT             | 20 | Zé Eduardo           | 57' |     |
| Reservas:      |    |                      |     |     |
| GO             | 24 | Vladmir              |     |     |
| ZA             | 14 | Bruno Rodrigo        |     |     |
| LE             | 16 | Alex Sandro          |     | 67' |
| LD             | 21 | Pará                 |     | 86' |
| MC             | 25 | Alan Patrick         |     |     |
| AT             | 9  | Keirrison            |     |     |
| AT             | 17 | Maikon Leite         |     |     |
| Treinador:     |    |                      |     |     |
| Muricy Ramalho |    |                      |     |     |

| PEÑAROL:      |    |                        |     |     |
|               |    |                        |     |     |
| GO            | 1  | Sebastián Sosa         |     |     |
| ZA            | 6  | Guillermo Rodríguez    |     |     |
| ZA            | 23 | Carlos Valdez          |     |     |
| ZA            | 4  | Alejandro González     | 30' | 37' |
| LE            | 22 | Darío Rodríguez        |     |     |
| VO            | 14 | Luis Aguiar            |     |     |
| VO            | 5  | Nicolás Freitas        | 73' |     |
| MC            | 18 | Matías Mier            |     | 63' |
| AT            | 19 | Juan Manuel Olivera    |     |     |
| AT            | 10 | Alejandro Martinuccio  |     |     |
| Reservas:     |    |                        |     |     |
| GK            | 12 | Fabián Carini          |     |     |
| LE            | 24 | Emiliano Albín         | 37' | 78' |
| VO            | 25 | Nicolás Domingo        |     |     |
| MC            | 17 | Jonathan Urretavizcaya |     | 63' |
| AT            | 8  | Antonio Pacheco        |     |     |
| AT            | 9  | Diego Alonso           |     |     |
| AT            | 11 | Fabián Estoyanoff      |     | 78' |
| Treinador:    |    |                        |     |     |
| Diego Aguirre |    |                        |     |     |

| Homem do jogo: Neymar Assistentes: Ricardo Casas Hernán Maidana Quarto árbitro: Juan Pompei |

### Estatísticas
|                       | Peñarol | Santos |
| --------------------- | ------- | ------ |
| Gols marcados         | 0       | 0      |
| Total de finalizações | 15      | 12     |
| Finalizações certas   | 3       | 6      |
| Posse de bola         | 47%     | 53%    |
| Escanteios            | 6       | 3      |
| Faltas Cometidas      | 17      | 23     |
| Impedimentos          | 2       | 1      |
| Cartões Amarelos      | 3       | 2      |
| Cartões Vermelhos     | 0       | 0      |

|                       | Santos | Peñarol |
| --------------------- | ------ | ------- |
| Gols marcados         | 2      | 1       |
| Total de finalizações | 14     | 3       |
| Finalizações certas   | 6      | 3       |
| Posse de bola         | 64%    | 36%     |
| Escanteios            | 8      | 2       |
| Faltas Cometidas      | 4      | 21      |
| Impedimentos          | 1      | 0       |
| Cartões Amarelos      | 2      | 3       |
| Cartões Vermelhos     | 0      | 0       |

|                       | Peñarol | Santos |
| --------------------- | ------- | ------ |
| Gols marcados         | 1       | 2      |
| Total de finalizações | 18      | 26     |
| Finalizações certas   | 6       | 12     |
| Posse de bola         | 41,5%   | 58,5%  |
| Escanteios            | 8       | 11     |
| Faltas Cometidas      | 38      | 27     |
| Impedimentos          | 2       | 2      |
| Cartões Amarelos      | 6       | 4      |
| Cartões Vermelhos     | 0       | 0      |